# روان‌شناسی رشد (ژورنال)
روان‌شناسی رشد (انگلیسی: Developmental Psychology) یک مجله دانشگاهی با داوری همتا است که توسط انجمن روانشناسی آمریکا  منتشر شده‌است و پژوهش‌ها در زمینه روانشناسی رشد را پوشش می‌دهد.